# Béatrice de Provence
Pour les articles homonymes, voir Béatrix.
Béatrice de Provence, née en 1229 et morte à Nocera le 23 septembre 1267, est une comtesse de Provence et de Forcalquier, fille de Raimond-Bérenger IV, comte de Provence et de Forcalquier, et de Béatrice de Savoie. Par mariage, elle devient reine de Naples et de Sicile.

## Biographie

### Origine
Béatrice naît en 1229. Elle est la fille de Raimond-Bérenger IV, comte de Provence et de Forcalquier, et de Béatrice de Savoie, dont elle porte le prénom,.
À la mort de son père, le 19 août 1245, elle devient l'héritière du comté de Provence et celui de Forcalquier,,.

### Mariage de la Provence et de la France

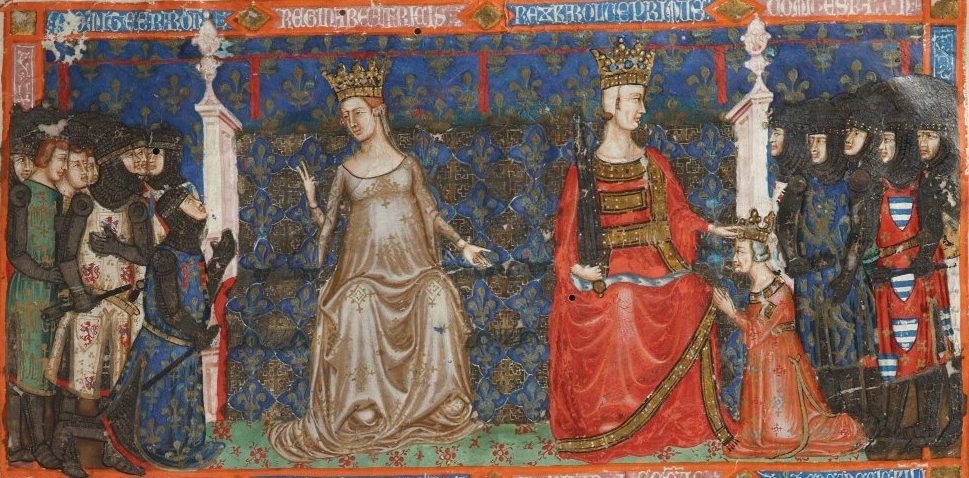
Béatrice de Provence et Charles Ier d'Anjou.

Un projet de mariage est organisé par la reine Blanche de Castille, soutenu par le pape Innocent IV, avec Charles, frère du roi de France, Louis IX,. Ce dernier a épousé Marguerite, la sœur aînée de Béatrice. En 1245, le mariage est préparé par sa mère, Béatrice, comtesse douairière de Provence, et le Conseil de régence. Le projet est engagé puisque le roi de France a obtenu l'accord de son côté. L'oncle de Béatrice, l'archevêque de Lyon Philippe de Savoie, devient l'intermédiaire privilégié entre les différentes parties.
Toutefois, certains princes ne sont pas favorables à ce rapprochement entre la Provence et le royaume de France. Ainsi, le comte de Toulouse, qui ne participe pas aux tractations, menace d'envahir le comté. Son voisin, le roi d'Aragon Jacques Ier, approche avec son armée. Charles intervient en pénétrant en Provence avec une troupe de chevaliers, obligeant le roi d'Aragon à se retirer.
La jeune fille est remise à Charles, avec le consentement du roi Louis IX. De fait, Charles devient comte de Provence. Le mariage se déroule le 31 janvier 1246 à Aix,,. Après un court séjour en Provence, les jeunes époux rentrent en France.
Ce mariage est qualifié par l'historien Gérard Sivéry comme « l'un des chefs-d'œuvre de la grande stratégie matrimoniale médiévale ».
Ses deux autres sœurs, Éléonore (1223-1291), reine consort d'Angleterre depuis 1236, et Sancie (1228-1261), comtesse de Cornouailles, réclament une part d'héritage de la Provence.

### Comtesse de Provence
Charles de France est adoubé en mai 1246. Trois mois plus tard, il est fait par son frère comte d'Anjou et du Maine,.
Charles d'Anjou reprend la politique d'expansion en direction de la péninsule italienne entamée par le comte Raimond-Bérenger IV de Provence.
Les Provençaux se soulèvent contre ce prince étranger au printemps 1246. Il faut attendre l'année 1265 pour que son pouvoir soit définitivement assis sur la Provence.

## Famille

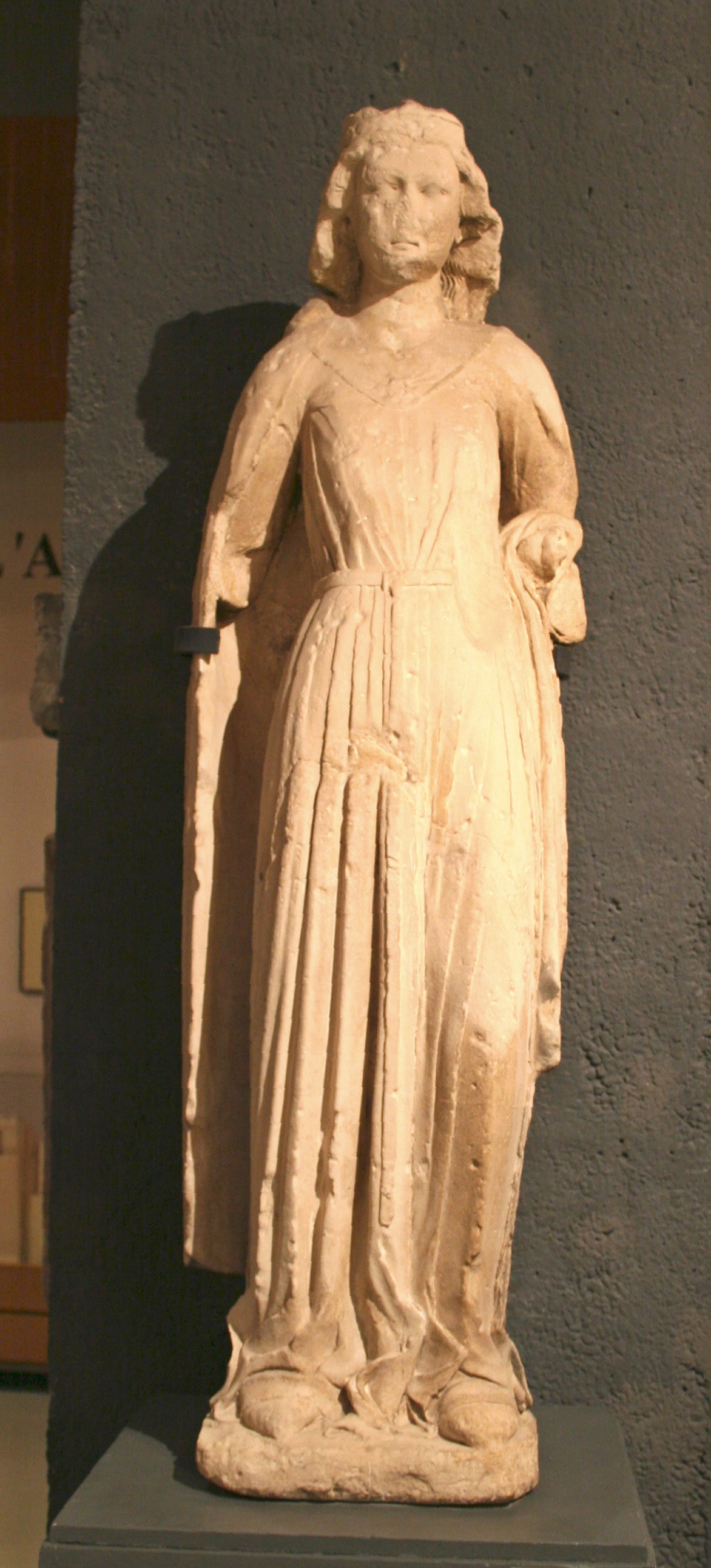
Statue de Béatrice de Provence.
Musée d'histoire de Marseille.

Béatrice épouse, en 1246, Charles Ier (1226 † 1285), roi de Naples et de Sicile (1266-1285), comte d'Anjou et du Maine (1246-1285),,, et ont :
- Louis (1248 † 1248) ;
- Blanche (1250 † 1269), mariée, en 1265 avec Robert III de Dampierre (1249 † 1322), comte de Flandre ;
- Béatrice (1252 † 1275), mariée en 1273 à Philippe Ier de Courtenay (1243 † 1283), empereur titulaire de Constantinople ;
- Charles (1254 † 1309), comte d'Anjou et du Maine, roi de Naples, sous le nom Charles II ;
- Philippe (1256 † 1277), prince d'Achaïe, marié en 1271 avec Isabelle de Villehardouin (1263 † 1312), princesse d'Achaïe et de Morée ;
- Robert (1258 † 1265) ;
- Isabelle (ou Élisabeth) (1261 † 1303), mariée à Ladislas IV (1262 † 1290), roi de Hongrie.

## Ascendance
Voir ci-dessous.